# 比洛格 (北卡羅萊納州)
比洛格（英語：Bee Log）是位於美國北卡羅萊納州揚西縣的非建制地區。

## 歷史
比洛格的郵局於1874年設立，其後於1969年停運。

## 地理
比洛格所處的海拔為高於海平面738米（即2421英呎），而該地所採用的時區為UTC-5，即北美东部时区（EST）。同時該地設有夏令時間，為UTC-5調快一小時，即UTC-4（EDT）。